# Telagasari
Telagasari is een bestuurslaag in het regentschap Indramayu van de provincie West-Java, Indonesië. Telagasari telt 3146 inwoners (volkstelling 2010).